# Robert Blanchard
Robert Maxime Blanchard (Roanne, 2 febbraio 1923 – Thizy, 22 marzo 2016) è stato un cestista e arbitro di pallacanestro francese, membro del FIBA Hall of Fame dal 2015 in qualità di arbitro.

## Carriera
Fu arbitro internazionale dal 1954 al 1974, dirigendo 236 incontri internazionali, tra cui la finale alle Olimpiadi di Melbourne del 1956. Al termine della carriera divenne commissario tecnico della Federazione francese fino al 2005.
Muore il 22 marzo 2016, all'età di 93 anni, dopo poche settimane dal trasferimento in una casa di riposo.